# MLB All-Star Game 1968
MLB All-Star Game 1968 – 39. Mecz Gwiazd ligi MLB, który odbył się 9 lipca 1968 roku na stadionie Astrodome w Houston. Mecz zakończył się zwycięstwem National League All-Stars 1–0. Spotkanie obejrzało 48 321 widzów. Najbardziej wartościowym zawodnikiem został wybrany trzeciobazowy Willie Mays z San Francisco Giants, który zdobył jedynego runa w tym meczu.

## Wyjściowe składy
| American League | American League  | American League | American League | National League | National League | National League | National League |
| #               | Zawodnik         | Klub            | Pozycja         | #               | Zawodnik        | Klub            | Pozycja         |
| --------------- | ---------------- | --------------- | --------------- | --------------- | --------------- | --------------- | --------------- |
| 1               | Jim Fregosi      | Angels          | SS              | 1               | Willie Mays     | Giants          | CF              |
| 2               | Rod Carew        | Twins           | 2B              | 2               | Curt Flood      | Cardinals       | LF              |
| 3               | Carl Yastrzemski | Red Sox         | CF              | 3               | Willie McCovey  | Giants          | 1B              |
| 4               | Frank Howard     | Senators        | RF              | 4               | Hank Aaron      | Braves          | RF              |
| 5               | Willie Horton    | Tigers          | LF              | 5               | Ron Santo       | Cubs            | 3B              |
| 6               | Harmon Killebrew | Twins           | 1B              | 6               | Tommy Helms     | Reds            | 2B              |
| 7               | Bill Freehan     | Tigers          | C               | 7               | Jerry Grote     | Mets            | C               |
| 8               | Brooks Robinson  | Orioles         | 3B              | 8               | Don Kessinger   | Cubs            | SS              |
| 9               | Luis Tiant       | Indians         | P               | 9               | Don Drysdale    | Dodgers         | P               |

| American League                                                 | 0 | 0 | 0 | 0 | 0 | 0 | 0 | 0 | 0 | 0 | 3 | 1 |
| National League                                                 | 1 | 0 | 0 | 0 | 0 | 0 | 0 | 0 | X | 1 | 5 | 0 |
| WP: Don Drysdale (1–0) LP: Luis Tiant (0–1) S Jerry Koosman (1) |   |   |   |   |   |   |   |   |   |   |   |   |

## Składy
| Miotacze - Steve Carlton (1) - Don Drysdale (9) - Woodie Fryman (1) - Bob Gibson (6) - Jerry Koosman (1) - Juan Marichal (8) - Ron Reed (1) - Tom Seaver (2) Łapacze - Johnny Bench (1) - Jerry Grote (1) - Tom Haller (3) |  | Wewnątrzpolowi - Gene Alley (2) - Leo Cárdenas (4) - Tommy Helms (2) - Julián Javier (2) - Don Kessinger (1) - Willie McCovey (3) - Tony Pérez (2) - Ron Santo (5) - Rusty Staub (2) Zapolowi - Hank Aaron (18) - Felipe Alou (3) - Matty Alou (1) - Curt Flood (3) - Willie Mays (19) - Pete Rose (3) - Billy Williams (4) |  | Menadżer - Red Schoendienst Trenerzy - Dave Bristol - Herman Franks |

| Miotacze - Gary Bell (4) - Tommy John (1) - Sam McDowell (3) - Denny McLain (2) - Blue Moon Odom (1) - José Santiago (1) - Mel Stottlemyre (3) - Luis Tiant (1) Łapacze - Joe Azcue (1) - Bill Freehan (5) - Duane Josephson (1) |  | Wewnątrzpolowi - Rod Carew (2) - Bert Campaneris (1) - Jim Fregosi (4) - Davey Johnson (1) - Harmon Killebrew (10) - Boog Powell (1) - Brooks Robinson (12) - Don Wert (1) Zapolowi - Ken Harrelson (1) - Willie Horton (2) - Frank Howard (1) - Mickey Mantle (20) - Rick Monday (1) - Tony Oliva (5) - Carl Yastrzemski (5) |  | Menadżer - Dick Williams Trenerzy - Cal Ermer - Mayo Smith |

- W nawiasie podano liczbę powołań do All-Star Game.